# 犯罪捜査のための通信傍受に関する法律
犯罪捜査のための通信傍受に関する法律（はんざいそうさのためのつうしんぼうじゅにかんするほうりつ、平成11年8月18日法律第137号）は、犯罪の組織化、複雑化、科学化に対応するための捜査手段としての通信傍受の要件、手続に関する日本の法律である。略称は通信傍受法。
法務省刑事局公安課が所管し、警察庁サイバー警察局サイバー捜査課、総務省総合通信基盤局電気通信技術システム課など他省庁と連携して執行にあたる。
以下の記述において、特に指定なく示す条文は本法の条文である。

## 概略
日本国憲法第21条で、「通信の秘密はこれを侵してはならない」と定められているが、一方で刑事訴訟法222条の2には、「通信の当事者のいずれの同意も得ないで電気通信の傍受を行う強制の処分」は、別の法律に従って規律されるとしている。ここにいう「別の法律」というのが、本法である。
アメリカの法律 Omnibus Crime Control and Safe Streets Act にならって制定された。
本法は、犯罪捜査の手段として通信傍受を用いることにつき法的根拠を与える。つまり、本法は、傍受することができる「通信」とは何か、通信を「傍受」するとはどういうことか、どのような犯罪の捜査において、どのような手続に従って、どういった内容の通信傍受をすることが許容されるのかについて規定している。
また、本法は、通信傍受によって権利・自由の侵害が生じることに配慮し、通信傍受を用いた犯罪捜査を規律する側面を有する。つまり、通信傍受が可能な場面は限定され、裁判官による傍受令状に基づいて行わねばならず、管理者の立会い等・通信の当事者に対する事後的な通知も要求されている。
更に、不服申立の手続も用意されている。
2023年2月17日の法務省の発表によれば、通信傍受法に基づく犯罪捜査のための通話傍受が、2022年に1万9365回行われ、過去最多の24事件が対象になった。犯罪に関する通信は3061回で、106人の逮捕につながった。24事件と逮捕者を罪名別にみると、覚醒剤取締法違反13件94人、窃盗または詐欺5件7人、銃刀法違反3件2人、現住建造物等放火1件3人、組織的犯罪処罰法違反1件0人、殺人1件0人。

## 規制の内容

### 「通信」「傍受」とは何か。
何が傍受の対象となる「通信」に該当するかは、本法2条1項に規定されている。電話（固定電話・携帯電話）のみならず、「その他の電気通信」も傍受の対象たる「通信」に含まれる。具体的には、電子メール、及び、FAXが「その他の電気通信」に該当すると解されている。

本法で許容される「傍受」の方法は、通信線に傍受装置を接続して行うワイヤータッピング (wiretapping) である。いわゆる「盗聴器」によって直接会話を傍受するバッギング (bugging) については規定されていない。

### 通信傍受による捜査が許容される犯罪
通信傍受による捜査が許容される犯罪（対象犯罪）は、通信傍受が必要不可欠な組織犯罪に限定される。具体的には、薬物関連犯罪、銃器関連犯罪、集団密航、爆発物使用、殺人、傷害、放火、誘拐、逮捕監禁、詐欺、窃盗、児童ポルノに関する組織犯罪に対する捜査についてのみ、通信傍受が許される（3条1項、別表）。

### 通信傍受のための手続
通信傍受は、裁判官から発付される傍受令状に基づいて行われる。通信傍受という人権制約を伴う強制処分を実施する根拠・必要性があるかどうかについて、裁判官によってチェックされる仕組みをとっているのである（令状主義）。
捜査機関が通信傍受を行おうとする場合には、検察官または司法警察員が地方裁判所の裁判官に対して傍受令状を請求する（4条1項）。傍受令状の請求ができる検察官は検事総長からの指定を受けた指定検事に限られ、また、司法警察員についても、国家公安委員会等から指定を受けた警視以上の階級を有する警察官等に限定されている。つまり、他の令状よりも請求できる者がさらに限定されている。例えば逮捕状の場合（逮捕状については逮捕の項目を参照）、これを請求できる警察官の階級は「警部以上」とされている（刑事訴訟法199条2項）。
上記請求を受けて、裁判官は傍受令状を発付する（5条1項）。傍受令状を発付するための要件は通信傍受法3条に規定されている。その概要は以下である。
1. 対象犯罪が犯されたと疑うに足りる十分な理由があり、対象犯罪が数人の共謀によるものであると疑うに足りる状況があること（3条1項1号）
2. 対象犯罪の実行等に関連する事項を内容とする通信（犯罪関連通信）が行われると疑うに足る状況があること
3. 通信傍受以外の方法によったのでは捜査が著しく困難であること

1に代わり、通信傍受法3条1項2号または3号に規定する状況がある場合にも傍受令状が発付される。また、「数人の共謀によるものであると疑うに足りる状況」がなくとも例外的に傍受令状が発付される場合も規定されている（3条2項）。
傍受令状に記載すべき事項は6条に列挙されている。さらに、令状を発付する裁判官によって、傍受の実施に際しての条件が付されることもある（5条2項）。
傍受令状は、「通信手段の傍受を実施する部分を管理する者」等に対して提示される（9条1項）。例えば、電話の傍受に際しては、電話会社の従業員に提示される。他の令状であれば、強制処分を受ける相手方に令状が提示される。例えば逮捕状は、逮捕という強制処分を受ける者（逮捕される者）に対して提示される（刑事訴訟法201条1項）。しかし通信傍受においては、強制処分を受ける相手方（通信傍受であれば傍受される通信を行う者がこれに該当する）に提示する必要はない。通信傍受の目的達成のためには、当然である。
また、傍受実施の際には、通信手段の管理者等を立ち会わせなければならない（12条）。

### 傍受してよい通信の内容
傍受してよい通信は、傍受令状に記載された通信のみである。傍受実施中に行われた通信であっても、傍受令状に記載されていない内容は傍受してはならない。例えば、犯罪に関わらない家族からの電話等は傍受できない。
これには例外がある。
まず、傍受してよいかどうかはその内容を確認しないことには分からないので、傍受してよい内容であるかどうかを判断するため必要最小限度の範囲であれば傍受することも許される（13条）。この場合、結果的に傍受した通信が犯罪に関わらない通信であったとしても、適法とされる。
また、通信傍受を実施している間に、傍受令状に記載がない他の犯罪に関する通信がなされた場合には、その通信を傍受できる場合がある（14条）。これを緊急傍受という。
刑事訴訟法では、適法な捜索の過程で別罪の証拠が発見された場合に一定の要件下で令状記載物件以外の物について捜索・押収することができる旨の規定を置いていないところ、通信傍受については令状主義の例外規定が定められている。

### 傍受後の手続
傍受した通信は全て記録媒体に記録しなければならず（19条）、検察官・司法警察員には傍受した通信内容を刑事手続において使用するための記録（傍受記録）の作成が義務付けられる（22条）。更に、傍受終了後30日以内に（捜査に支障があるならば延長可能）、傍受された通信の当事者に対して傍受したことを通知しなければならない（23条）。裁判官による傍受令状の発付、及び、捜査機関による通信傍受について、不服を申立てる手続も用意されている（26条）。
本法に基づく通信傍受によって被疑者が検挙された初めての事例は、2002年1月、覚せい剤取締法違反の事件である。携帯電話の通話を傍受することによって、暴力団組員ら3人が逮捕された。

## 立法経緯

### 成立まで
本法は、憲法違反・刑事訴訟法違反という批判を受けながらも、特に組織犯罪における犯罪捜査のために通信傍受（特に電話傍受）が必要であるとして制定されたものである。
1996年（平成8年）6月17日付の『読売新聞』で、通信傍受立法の準備が進んでいることが報じられた。10月8日、長尾立子法務大臣より、法制審議会に組織対策法案を諮問し、検討事項の一つとして通信傍受法制の新設が含まれていた。法制審議会では、刑事法部会（井上正仁幹事）で審議が行われ、1997年9月10日、「組織的な犯罪に対処するための刑事法整備要項骨子」として採択された。この骨子を元に、法案として衆議院に提出された。
法案審議開始時、自由民主党と自由党を含む理事の全員が、委員一人あたりにつき4時間の質問時間を確保するなど、すべての委員の質疑権を保障する旨合意していた。ところが法案に反対を表明していた公明党が賛成に態度を変えた直後、与党側理事は審議拒否により野党の質問時間を制限し、審議は中断した。
本法は、組織的犯罪への対策立法の一環として、1999年（平成11年）8月に成立した（施行は平成12年8月15日）。第145回国会にて成立した組織的犯罪対策三法の一つと位置づけられている。
本法の成立以前においては、犯罪捜査のために電気通信の傍受（盗聴）を行うことができる旨を明確に定めた法令はなかった。
通信の傍受は、「通信の秘密」（日本国憲法21条2項）を侵害する行為であり、その結果、個人のプライバシーが侵害されるものでもある。よって通信の傍受を犯罪捜査の手段とすることは日本国憲法に反するという主張もある（本法が成立して以後においても、同様の根拠から、本法が憲法違反であるとの主張がなされている）。本法の成立以前に通信の傍受が認められるかどうか、という点については、刑事訴訟法はじめ当時の法令では、犯罪捜査のための通信の傍受を正面から認めた法令はないことから強制処分法定主義に反して認められないという主張もあった。
しかし、麻薬取引のように、電気通信（電話など）による緊密かつ巧妙な連絡をとることで組織的に実行される犯罪においては、通信傍受以外の方法による捜査によったのでは証拠収集（犯罪行為がどのようにして実行されているかという実態を解明すること、または、被疑者が誰であるかを特定することなど）に限界がある。
そうした犯罪捜査の必要性を理由に、従来の刑事訴訟法に規定された捜査の方法である検証の枠内に通信傍受を位置づける試みがあった。すなわち、電話会社の機器を対象とする「検証」として裁判官から検証許可状の発付を受け、電話での会話を傍受する「電話検証」と呼ばれる方法であり、この方法をとった旭川覚せい剤密売電話傍受事件では最高裁判所において合憲・適法であると判断された。
本法によって、捜査機関が正当な法的手続きに則って執り行う場合に限り通信傍受は適法とされ、この問題はとりあえずの解決をみた。

### 改正案の動向（2016年成立）
通信傍受法は、当時名目上は野党だった公明党の修正案を受け入れ成立したが、推進側にとっては「成立を急ぐ必要」から妥協したと受け止められた。また法への反対は根強く、民主党、日本共産党などは共同で複数回廃止法案を提出したが、多数の賛同を得られず廃案になっている。
そこで、早い段階からアメリカ合衆国・イギリスの通信傍受法制に範を求めた通信傍受の要件緩和・対象拡大などが主張された。2003年に安倍晋三が北朝鮮対策として、2004年には警察庁がテロ対策として主張したのがその例である。しかし本法に基づく法務省による通信傍受に関する法定公表文書によれば、法施行から2017年現在までの間、すべての傍受実績は組織犯罪がらみの薬物・凶器事案であり、通信傍受通話により北朝鮮との通信やテロ案件で起訴された案件は0件である。
他方、志布志事件などの冤罪事件から、密室での犯罪被疑者の取り調べが冤罪を招いているという指摘があった。そこで取調の録音・録画を行う取調可視化が検討され、2006年から検察庁は一部事件で実行に移した。一方、警察庁・検察庁は可視化の代償として捜査権限の拡大を主張し、具体例として通信傍受やおとり捜査適用犯罪の拡大、司法取引導入などが挙げられた。
2011年（平成23年）より法制審議会・新時代の刑事司法制度特別部会（本田勝彦部会長）で、通信傍受の扱いも審議された。審議は井上正仁（法学者）・島根悟（警察庁）・久田誠（法務省）ら、通信傍受拡大論者がリードし、その結果、審議会として「通信傍受の合理化・効率化」を行う提案がなされた。
2016年5月、与野党協議で一部修正後、衆議院で「刑事訴訟法等の一部を改正する法律」の一部として、通信傍受法改正案が国会で成立。改正案では通信傍受可能な範囲を窃盗や詐欺、児童ポルノなどにも拡大し、12月1日から施行された。
また、従来は通信傍受を行えるのは通信事業者の施設に限定され、通信事業者側の立会人も必要だったが、警察施設での通信傍受が解禁され、立会人の省略が可能になった（警察施設では「傍受指導官」として、警部以上の警察官を立ち会わせることで立会人の代わりとする）。傍受した通信データを暗号化することで、第三者への漏洩を防ぐとしている。これらについては、2019年6月1日から施行された。

### 改正案の動向（2022年協議開始）
2016年の改正時に、刑事訴訟法附則第九条に、施行後3年を経過した場合に、必要に応じて「所要の措置を講ずる」ものとした。2022年5月31日、古川禎久法務大臣は、閣議後の記者会見で刑事訴訟法の附則第九条に基づき、法務省に「改正刑訴法に関する刑事手続の在り方協議会」を設置することを明らかにした。また共同通信配信記事で、法務省は協議会で「通信傍受の対象犯罪の拡大や、司法取引など」を「幅広く話し合う見通し」を示した。
「改正刑訴法に関する刑事手続の在り方協議会」は、7月28日に第1回会議が開かれた。

## 残された問題
本法制定により、通信傍受は法制度の下で一定の制限に従った適法な犯罪捜査とそうではない不適法・非合法な捜査との峻別がされることになった。しかし、日本国憲法が保障する「通信の秘密」「プライバシー権」の侵害により本法自体が憲法違反であるとの違憲論は、なお続いている。
また、本法で規定されたのは、あくまで電気通信による通信の傍受という捜査手段である。また、盗聴器等の設置手段等が犯罪となることもある。

## 法制審議会
2014年6月30日「新時代の刑事司法制度特別部会」の最終案は、制定時に本法で規定された制限的な枠組みを解消し、警察権力による強制捜査を事実上の絶対不可侵の治外法権とするようなかたちで見直しがすすめられた。具体的には、適用罪の範囲を殺人、放火、窃盗、詐欺など広範で軽微なものを含む罪に拡大した。また、海外の主要国の盗聴法にはすべて通信事業者の立会いに関する規定を置いているのに、政府案にはないとの批判を受けて、制定時に修正加筆されたNTTなど通信事業者の立会い規定は不要とした。

## 民間人による傍受
本法は、あくまで捜査機関による犯罪捜査のための通信傍受の根拠となる法律である。捜査機関以外の一般私人による通信傍受をも適法と認めるものではない。

## 暗号化通信による対抗
通信内容を暗号化することによって、捜査機関による通信傍受から通信内容を秘匿することが可能である。そのコストは通信技術（特にインターネット）の発達と伴に、下がる一方である。既に通信内容の秘匿については、特別な機材を必要とせず可能となっている。具体的には、エンドツーエンド暗号化するGnuPGやSignalやWire、Skype(既定では無効の「Private Conversations機能」を有効化した場合のみ)やFaceTimeまたはProtonMailやTutanotaの様な暗号化メールサービスを用いればよい。
内容については秘匿できるが、内容以外についてはそうではない。「誰がどこから通信をしているか」という情報（メタデータ）は、固定端末・携帯端末ともに捜査機関が容易に手にすることが可能である。公衆端末の場合は「誰が通信しているか」が分からない。

## 法律の略称について
本法の略称として論文・報道などにおいてしばしば用いられるものに、通信傍受法と盗聴法との2つがある。このうち、「盗聴法」という呼称は、本法に対する批判的な意味合いを込めて用いられることが多い。
法案審議の過程では、1999年6月1日付で、法務省は「盗聴法案」の呼称を「極めて遺憾」であるとして、報道各社に「盗聴」と呼ばないよう要請した。野党や朝日新聞などの反対派は反発したが、朝日も含め「通信傍受法」を主表記に変えるマスコミも現れ、一定の影響があった。逆に賛成した読売新聞や産経新聞などは、法務省と共に「盗聴法案」表記を批判した。また、自民党の森喜朗は6月4日、「盗聴法」表記の報道を「公平に扱っていない」と批判した。

## 適用外の通信記録
携帯電話における端末と基地局が定期的に行う交信の記録は、通信傍受法の適用外で検証令状で取得できる。これに含まれる位置登録情報により捜査機関は特定の番号の端末がどこの基地局を中心とする数キロメートル四方内にあるのかを監視することができる。端末と基地局の定期的な交信は自動的に行われ、端末の電源が入っていて端末が基地局との通信圏内にあれば行われる。